# Cneoridium
Cneoridium é um género botânico monotípico pertencente à família Rutaceae.
Cneoridium dumosum é citada no artigo científico de cinco palavras Cneoridium dumosum (Nuttall) Hooker F. Collected March 26, 1960, at an Elevation of about 1450 Meters on Cerro Quemazón, 15 Miles South of Bahía de Los Angeles, Baja California, México, Apparently for a Southeastward Range Extension of Some 140 Miles, do botânico estadunidense Reid Moran.